# Northumberland (Nou Hampshire)
Northumberland és una població dels Estats Units a l'estat de Nou Hampshire. Segons el cens del 2000 tenia 2.438 habitants.

## Demografia
Segons el cens del 2000, Northumberland tenia 2.438 habitants, 989 habitatges, i 666 famílies. La densitat de població era de 26 habitants per km².
Dels 989 habitatges en un 32,3% hi vivien nens de menys de 18 anys, en un 51,3% hi vivien parelles casades, en un 10,1% dones solteres, i en un 32,6% no eren unitats familiars. En el 26,7% dels habitatges hi vivien persones soles el 13,5% de les quals corresponia a persones de 65 anys o més que vivien soles. El nombre mitjà de persones vivint en cada habitatge era de 2,47 i el nombre mitjà de persones que vivien en cada família era de 2,91.
Per edats la població es repartia de la següent manera: un 26,2% tenia menys de 18 anys, un 6,8% entre 18 i 24, un 27,6% entre 25 i 44, un 23,5% de 45 a 60 i un 15,8% 65 anys o més.
L'edat mediana era de 38 anys. Per cada 100 dones de 18 o més anys hi havia 95,1 homes.
La renda mediana per habitatge era de 31.570$ i la renda mediana per família de 34.444$. Els homes tenien una renda mediana de 33.281$ mentre que les dones 19.464$. La renda per capita de la població era de 15.101$. Entorn del 9,4% de les famílies i l'11,4% de la població estaven per davall del llindar de pobresa.